# Rituximab
Il rituximab, in commercio con i marchi Rituxan e Mabthera, è un farmaco appartenente alla classe degli anticorpi monoclonali; il suo bersaglio è la proteina CD20. Viene utilizzato nel trattamento del linfoma non Hodgkin delle cellule B, nelle leucemie delle cellule B e in talune malattie autoimmuni.

## Storia
Il rituximab è stato sviluppato da Idec Pharmaceuticals e, in seguito all'analisi dei dati di sicurezza ed efficacia prodotti dagli studi clinici, è stato approvato dall'Food and Drug Administration (FDA) americana nel 1997 per i pazienti affetti da linfoma non Hodgkin a cellule B, resistenti ad altri regimi di chemioterapia.
Il farmaco, in combinazione con la chemioterapia CHOP (ciclofosfamide, doxorubicina, vincristina e prednisone o prednisolone) è divenuto la terapia standard per il trattamento iniziale del linfoma diffuso a grandi cellule e altri linfomi non Hodgkin aggressivi.
Attualmente è messo in commercio (co-marketing) da Biogen Idec e da Genentech negli USA e da Roche nell'Unione europea.

## Utilizzo
Rituximab agisce sui linfociti B, distruggendo sia le cellule normali sia quelle maligne; per tale ragione è utilizzato per il trattamento di malattie caratterizzate per avere un elevato numero di cellule B, cellule B iperattive o cellule B disfunzionali.
La maggior parte dei pazienti è trattata con rituximab perché soffre di patologie neoplastiche come la leucemia e il linfoma.
Non mancano utilizzi nelle malattie autoimmuni: il farmaco ha infatti mostrato efficacia nel trattamento dell'artrite reumatoide in tre studi clinici controllati randomizzati e attualmente ha ottenuto la licenza per l'immissione in commercio dall'FDA, in combinazione con il metotrexato nella riduzione dei sintomi in pazienti adulti con artrite reumatoide attiva da grave a moderata, con inadeguata risposta a una o più precedenti terapie con anti-alpha TNF. Non mancano dati di efficacia in malattie come l'anemia emolitica autoimmune idiopatica, l'aplasia eritroide pura, la glomerulonefrite membranosa autoimmune,  la porpora trombocitopenica idiopatica, la sindrome di Evans, la glomerulosclerosi segmentaria e focale, la vasculite, la miastenia gravis, il morbo di Wegener, la sclerosi multipla, il pemfigo, il pemfigoide, il diabete mellito di tipo I, la sindrome di Sjögren, il linfoma di Hodgkin e il linfoma non Hodgkin, la sclerodermia, il lupus eritematoso sistemico, nonostante per pazienti affetti da quest'ultima patologia vi siano significativi rischi di infezione da leucoencefalopatia multifocale progressiva.
Il farmaco è attualmente utilizzato anche nel trattamento dei trapiantati renali.

## Meccanismo d'azione
L'anticorpo si lega al cluster di differenziazione 20 (CD20), espresso sulle cellule B, sin dalla fase precoce di differenziazione; il CD20 è invece assente sulle plasmacellule nella fase finale della differenziazione. Pur essendo l'esatta funzione del CD20 ignota, sembrerebbe che il complesso proteico giochi un ruolo importante nel flusso del calcio (Ca2+) attraverso la membrana cellulare, mantenendo la concentrazione intracellulare degli ioni calcio e consentendo così l'attivazione delle cellule B.
Resta poco chiaro l'esatto meccanismo d'azione del farmaco, ma è stato possibile rilevare che gli effetti combinati conducono all'eliminazione delle cellule B (incluse quelle maligne) dall'organismo, permettendo così lo sviluppo di una nuova popolazione cellulare sana dalle cellule staminali della linea linfoide.

## Eventi avversi
Tra i più gravi eventi avversi (che possono condurre a morte o handicap) sono stati segnalati:
- Gravi reazioni all'infusione
- Arresto cardiaco
- Sindrome da lisi tumorale che causa insufficienza renale acuta
- infezioni
- Riattivazione di epatite B
- Altre infezioni virali
- Leucoencefalopatia multifocale progressiva
- Immunotossicità con deplezione delle cellule B nel 70-80% di pazienti con linfoma non Hodgkin
- Tossicità polmonare.

Un piccolo numero di pazienti affetti da lupus eritematoso sistemico è morto in seguito al trattamento con rituximab. In alcuni pazienti vi è stata riattivazione a livello cerebrale del JCV (virus JC). Non è tuttavia chiara la relazione di ciò all'uso di rituximab, in quanto altre cause potrebbero avere una diretta responsabilità oltre all'immunosoppressione, come lo stesso lupus.

### Rituximab
- Gianni Bonadonna, Gioacchino Robustelli Della Cuna e Pinuccia Valagussa, Medicina oncologica. Con CD-ROM, Elsevier srl, 2007,  pp. 693–, ISBN 978-88-214-2814-2.
- Angelo Sghirlanzoni, Terapia Delle Malattie Neurologiche, Springer, 3 aprile 2010,  pp. 115–, ISBN 978-88-470-1119-9.
- (EN) Susan O'Brien, Hagop M. Kantarjian e Julie M. Vose, Management of Hematologic Malignancies, Cambridge University Press, 31 dicembre 2010,  pp. 87–, ISBN 978-0-521-89640-5.
- (EN) Bruce A. Chabner e Dan L. Longo, Cancer Chemotherapy and Biotherapy: Principles and Practice, Lippincott Williams & Wilkins, 8 novembre 2010,  pp. 484–, ISBN 978-1-60547-431-1.